# Huang Ming
Huang Ming (chinesisch: 黄鸣; geboren am 10. März 1958 in Taixing, Provinz Jiangsu) ist ein chinesischer Ingenieur, Unternehmer und Politiker.

## Leben und Werk
Huang Ming machte seinen Abschluss an der China University of Petroleum und arbeitete am Petroleum Research Institute in Dezhou. Nach der Geburt seiner Tochter begann er, sich mit Solarenergie zu beschäftigen, blieb jedoch am Institut, um seine Projekte zu finanzieren.
Er war Abgeordneter des 10. und 11. Nationalen Volkskongresses der Volksrepublik China. Er verfasste das Gesetz über erneuerbare Energien und konnte andere Abgeordnete zu seiner Unterstützung gewinnen. Als Politiker spielte er eine zentrale Rolle bei der Entwicklung erneuerbarer Energien in China, darunter durch die Verabschiedung des Erneuerbare-Energien-Gesetzes im Jahr 2005, das 2006 in Kraft trat. Er gründete zudem die Firma Himin Solar, die bei der Entwicklung des Solar Valley in Dezhou eine zentrale Rolle spielte.
Laut der „China Rich List 2013“ des Hurun Reports 2013 hatte Huang Ming ein geschätztes Vermögen von 330 Millionen US-Dollar und wurde als eine der 1000 reichsten Personen Chinas eingestuft (Rang 945).

## Ehrungen
Im Jahr 2011 wurde er im Rahmen des Right Livelihood Award mit dem Ehrenpreis für Pionierleistungen im Bereich klimafreundlicher Solarenergie ausgezeichnet.

## Belege
1. 1 2  Huang Ming (2011, China), Porträt auf der Website des Right Livelihood Award; abgerufen am 5. November 2019.
2. ↑  Andrew Higgins: With Solar Valley project, China embarks on bold green technology mission. Washington Post, 17. Mai 2010; abgerufen am 5. November 2019.
3. ↑  China Rich List 2013, archiviert von hurun.net auf archive.org; abgerufen am 5. November 2019.

| Personendaten    | Personendaten                                     |
| ---------------- | ------------------------------------------------- |
| NAME             | Huang, Ming                                       |
| ALTERNATIVNAMEN  | 黄鸣 (chinesisch)                                 |
| KURZBESCHREIBUNG | chinesischer Ingenieur, Unternehmer und Politiker |
| GEBURTSDATUM     | 10. März 1958                                     |
| GEBURTSORT       | Taixing, Provinz Jiangsu                          |